# Санти-Доменико-э-Систо (титулярная диакония)
Титулярная диакония Санти-Доменико-э-Систо (лат. Diaconia Sanctorum Dominici et Sixti) — титулярная церковь, которая была создана Папой Иоанном Павлом II в 2003 году. Титулярная диакония принадлежит церкви Санти-Доменико-э-Систо, расположенной в районе Рима Монти, на Ларго Анджеликум на Квиринальском холме.

## Список кардиналов-дьяконов и кардиналов-священников титулярной диаконии Санти-Доменико-э-Систо
- Жорж Коттье, доминиканец — (21 октября 2003 — 12 июня 2014), титулярная диакония pro hac vice (12 июня 2014 — 31 марта 2016, до смерти);
  - вакансия (2016 — 2019);
- Жозе Толентину Мендонса — (5 октября 2019 — по настоящее время).